# Ż

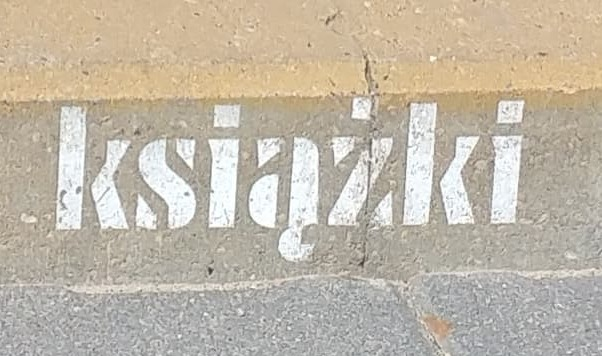
Příklad použití „ż“

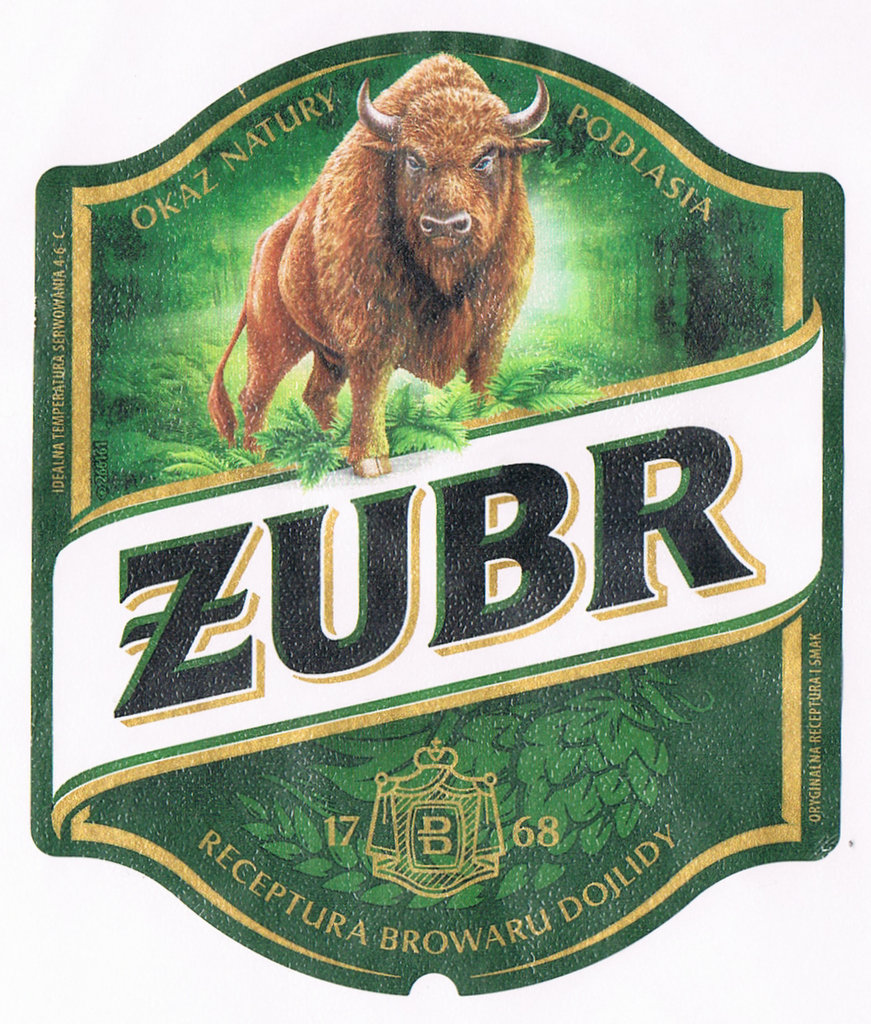
Etiketa piva Żubr - příklad varianty písmena Ż s přeškrtnutím: Ƶ

Ż (minuskule ż, tedy z s tečkou) je znak latinky užívaný v polštině, kašubštině – zde má znak podobnou funkci jako Ж a Ž v jiných slovanských jazycích – maltštině, vilamovštině a případně i dalších jazycích.

## Polština
V polské abecedě znak spolu se spřežkami sz a rz reprezentuje znělou postalveolární frikativu [ʒ] (tato hláska se též klasifikuje jako znělá retroflexní frikativa [ʐ]), ovšem polština má též měkkou sykavku [ʑ], kterou reprezentuje znak ź (zi atd.). V polském abecedním řazení se jedná o poslední dvaatřicáté písmeno, písmeno se objevuje i v podobě Ƶ z estetických důvodů (když se znak vyskytuje jako majuskule). Písmeno se objevilo v polštině v rámci recepce Husova diakritického pravopisu (tedy kombinace z a Husova punctu rotundu, znak se objevuje v abecedě navržené Stanisławem Zaborowskim).

## Maltština
V maltštině reprezentuje písmeno hlásku [z].